# Sonny’s Revenge
Sonny’s Revenge sind Stromschnellen des Motu River in der Region Bay of Plenty auf der Nordinsel Neuseelands. Sie liegen stromaufwärts der Stromschnelle Boulder Rapid im Gebirgszug der Raukumara Range.